# لیک‌هد-لیک‌شور (کالیفرنیا)
لیک‌هد-لیک‌شور (به انگلیسی: Lakehead-Lakeshore) یک منطقهٔ مسکونی در ایالات متحده آمریکا است که در شهرستان شاستا، کالیفرنیا قرار دارد. لیک‌هد-لیک‌شور ۲۸٫۲ کیلومتر مربع مساحت و ۵۴۹ نفر جمعیت دارد و ۳۷۰٫۳۴ متر بالاتر از سطح دریا قرار دارد.